# Zora Jaurová
Zora Jaurová (rozená Markušová; * 20. ledna 1973 Bratislava) je slovenská divadelní dramaturgyně a kritička, filmová producentka, odbornice na kulturní politiku a kreativní průmysl a politička, v současnosti poslankyní Národní rady Slovenské republiky.

## Život

### Studium
V roce 1998 absolvovala studium oboru divadelní dramaturgie na Divadelní a loutkářské fakultě (dnešní Divadelní fakulta) VŠMU v Bratislavě.

### Povolání
Pracovala v distribuční společnosti SPI International, jako ředitelka Kulturního kontaktního místa, zastupovala Slovensko ve Výboru pro kulturní záležitosti Rady EU a byla viceprezidentkou evropské organizace Culture Action Europe. Byla spoluautorkou a uměleckou ředitelkou projektu Košice – Interface 2013 (Evropské hlavní město kultury 2013). Do ledna 2018 byla členkou Rady Fondu umění.
Dnes působí jako filmová producentka a partnerka ve společnosti MPhilms a poradkyně primátora Bratislavy Matúše Valla pro oblast kultury a kreativního průmyslu. Působí také jako expertka na kulturní politiku a kreativní průmysl na domácích i mezinárodních fórech a projektech.

### Kultura
Jako konzultantka se podílela na několika evropských hlavních městech kultury a dalších mezinárodních uměleckých projektech. Je předsedkyní Slovenského fóra kreativních průmyslů, členkou špičkového expertního panelu European Creative Industries Alliance a prestižní evropské sítě filmových producentů Ateliers du Cinéma Européen (ACE).
V minulosti byla členkou porot soutěží Drama a Poviedka, publikovala v několika periodikách. Před vstupem do politiky působila v redakční radě Denníku N.

### Politika
Od ledna 2018 zastává funkci místopředsedkyně strany Progresivní Slovensko, kterou taktéž spoluzakládala. Ve volbách do Národní rady Slovenské republiky 2020 získala 11 481 preferenčních hlasů, ale nebyla zvolena.
V roce 2023 získala v předčasných parlamentních volbách 29 704 hlasů a stala se poslankyní Národního rady.

## Osobní život
Je dcerou prognostika a bývalého předsedy Matice slovenské Jozefa Markuše. S manželem, evangelickým teologem a pedagogem Dušanem Jaurou, žijí v Bratislavě a mají spolu syna Tobiáše.